# Magdalena Kasiborska
Magdalena Kasiborska (sinh năm 2000 tại Zabrze) à một người mẫu người Ba Lan và chủ nhân cuộc thi sắc đẹp đã đăng quang tại Hoa hậu Hoàn vũ Ba Lan 2020. Cô đại diện cho Ba Lan tại Hoa hậu Hoàn vũ 2020.

## Cuộc đời và sự nghiệp
Kasiborska đã đăng quang Hoa hậu Hoàn vũ Ba Lan 2020 và cô đã thành công trước Olga Buława. Với tư cách là Hoa hậu Hoàn vũ Ba Lan, Kasiborska sẽ đại diện cho Ba Lan tại cuộc thi Hoa hậu Hoàn vũ 2020.